# 이안 페트렐라

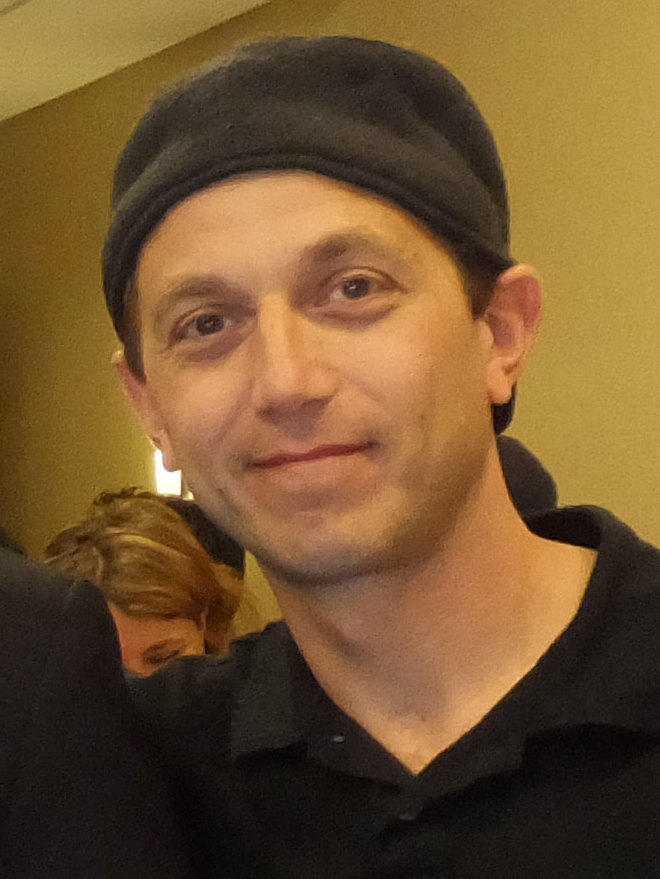

이안 페트렐라(Ian Petrella, 1974년 12월 17일 ~ )는 미국의 배우, 텔레비전 배우이다.
로스앤젤레스에서 태어났다.

## 영화
- 크라임 오브 패션 (1984년)
- 크리스마스 스토리 (1983년)